# Eurico
Eurico Nicolau de Lima Neto, genannt Eurico, (* 16. April 1994 in Santa Luzia) ist ein brasilianischer Fußballspieler.

## Karriere
Seine Profikarriere beim Cruzeiro EC startete Alisson 2014 als Reservespieler. Bei Spielen in der Staatsmeisterschaft von Minas Gerais und der brasilianischen Meisterschaft saß er wiederholt auf Einwechselbank, kam aber nur zu drei Einsätzen.
Anfang 2016 wurde Alisson gemeinsam mit Hugo Ragelli für ein Jahr an den AA Ponte Preta ausgeliehen. Mit diesem bestritt er drei Spiele in der Staatsmeisterschaft von São Paulo. Die Leihe wurde bereits im April 2016 wieder beendet. Zum Start der Meisterschaftsrunde, wurde er weiter verliehen an Náutico Capibaribe. Mit diesem bestritt er 11 Spiele in der Série B. Für den Start im Jahr 2017 wurde er zunächst an den Botafogo FC (SP) ausgeliehen.
Nachdem Eurico auch 2018 bei Cruzeiro keine Rolle mehr spielte, er nahm an keinen Spielen der Série A teil und war für die Staatsmeisterschaft an den Ipatinga FC ausgeliehen, wurde er zur Saison 2019 an den Villa Nova AC abgegeben. Nach einer Zwischenstation beim unterklassigen Betim Futebol, wechselte Eurico im August 2020 nach Portugal zum FC Alverca. Mit ihm sollte er in der Campeonato de Portugal, der dritten portugiesischen Liga, antreten. Hier blieb er bis Saisonende 2022/23, dann wechselte er innerhalb der Liga zum Anadia FC. Nach einer Saison ging er in seine Heimat zurück, wo für den Saisonbeginn 2025 einen neuen Vertrag erhielt.

## Erfolge
Cruzeiro
- Staatsmeisterschaft von Minas Gerais: 2014
- Campeonato Brasileiro: 2014